# Puerto Peñasco
Puerto Peñasco (Geʼe Ṣuidagĭ en o'odham) es una ciudad mexicana ubicada en el noroeste del estado de Sonora en la zona del gran desierto de Altar. La ciudad es cabecera del municipio de Puerto Peñasco y de acuerdo a los datos el último Censo de Población y Vivienda realizado en 2020 por el Instituto Nacional de Estadística y Geografía (INEGI), esta cuenta con una población de 62 689, que a diferencia del 2010, eran 56 756 habitantes, lo que la convierte en la novena ciudad más poblada del estado. 
Debido a su ubicación en la costa del golfo de California, y la posesión de playas extensas, es uno de los destinos turísticos más importantes del norte de México, y es considerado el destino con mayor crecimiento en los últimos años del país. Se ubica a 97 kilómetros de Sonoyta en la frontera con Estados Unidos y a 457.2 kilómetros de Hermosillo, la capital estatal. La ciudad se encuentra en la pequeña franja de tierra que une a la península de Baja California con el resto de México.
Después del descubrimiento en 1826 de esta zona de la costa, sus primeros asentamientos permanentes no se dieron hasta en la década de los años 1920 por un grupo de pescadores debido a las condiciones desérticas del lugar. Su crecimiento poblacional inició entre los años 1930 y 1940 cuando se comenzó a construir una línea de ferrocarril y muchos emigrantes llegaron aquí a trabajar en esa obra, lo que permitió el inicio de su desarrollo como ciudad. Desde los años 1980, la ciudad comenzó a desarrollar el área del turismo como actividad económica alternativa a la pesca, debido a su cercanía con los estados estadounidenses de Arizona y California, convirtiéndose en poco tiempo en su actividad principal. Puerto Peñasco es llamado también "Rocky Point" y "La playa de Arizona" por los estadounidenses.

## Historia

### Descubrimiento
En el año de 1826, un teniente retirado de la Marina Real Británica llamado Robert William Hale Hardy navegaba en esta zona del golfo de California en busca de perlas y metales preciosos, en su viaje se encontró con el litoral del golfo y el desierto de este lugar, y observó un cerro que sobresalía a la orilla, (el cerro de la Ballena), por su geografía llamó "Rocky Point" (punto rocoso en español) a este lugar y bajo ese nombre se comenzó a identificar en los mapas marinos de los exploradores.

### Primeros asentamientos
En la década de los años 1920, el área se comenzó a utilizar temporalmente como un pequeño campo pesquero seguro para residentes de lugares cercanos, que lo aprovechaban para pescar totoaba, un pez muy codiciado en ese entonces y que actualmente su pesca está en veda por su peligro de extinción. Al sitio se le conocía como "Punta de Piedra".
Los primeros residentes en esta zona fueron los pescadores Víctor Estrella, Espiridión Estrella, Manuel Bastida, Melquiades Palacio, Luis Mercado, Juan Mercado, José Luis Lucero, Julián Angulo, Martín Angulo, Dolores Matus, Antonio Sandoval, Esteban Pívac, Juan Bankijia, Jesús Sánchez Miranda, Benjamín Bustamante y Tecla de Bustamante, la última considerada como la primera residente permanente. La mayoría de ellos provenientes de Guaymas, Bahía de Kino, Puerto Libertad, Puerto Lobos y entre otros, quienes vivían de forma improvisada con carpas y en pequeñas cuevas del cerro cercano.
En 1928, dos hombres llamados John Stone y Sofus Jhanssen provenientes de Ajo, Arizona, vinieron aquí para construir un hotel/casino y poder aprovechar a las personas que venían a través de la frontera escapando de la prohibición estadounidense de alcohol. Ellos perforaron un pozo de agua de 21 metros de profundidad, y configuraron un servicio llamado "Scenic Airlines" de vuelos en avioneta de Phoenix y Tucson para atraer turistas a beber, jugar y pescar. Al hotel lo llamaron "Marine Club", que en la actualidad se llama "Hotel La Roca", y es edificio emblemático de la ciudad por su construcción totalmente de piedra, que fue traída desde el cerro de la Ballena y fueron cortadas en bloques por artesanos, casi uniformemente iguales en tamaño y forma. Se dice que Al Capone frecuentaba el lugar.
En el año de 1930 el presidente del país Lázaro Cárdenas nombró a este lugar "Punta Peñasco", esto debido a la forma de punta en la orilla del mar y la formación rocosa en esa orilla, un cerro de origen volcánico y del que sobresalen peñascos de lava solidificada que se introducen al océano.

### Construcción de ferrocarril y primeros diseños como ciudad
En la década de años 1930 se inició la construcción de una línea de ferrocarril para conectar la península de Baja California con el resto de México, pasando por Puerto Peñasco. El pequeño campo pesquero comenzó a habitarse por personas que llegaron a trabajar en la construcción de esa vía férrea, debido a esto, en 1932 se creó la primera delegación policial, como una dependencia de Sonoyta, la cual en ese entonces era una comisaría del municipio de Caborca. En el año de 1936, se recibió la comitiva del presidente Cárdenas en la que prometía unir a la Baja California con el resto del país, ideando la construcción de un muelle para recibir y embarcar mercancías y materiales en trenes de carga que llegaran hasta el muelle, y trasladarlos a la ciudad de Mexicali y viceversa.
El tramo de Puerto Peñasco-Mexicali del ferrocarril Sonora-Baja California se inauguró en 1940 con la asistencia del general Anselmo Macias Valenzuela, representante de Sonora y del teniente coronel Rodolfo Sánchez Taboada por el territorio de la Baja California. Varias estaciones de este tren fueron nombradas en honor a Jorge López Collada, Gustavo Sotelo, Jesús Torres Burciaga y José Sánchez Islas, quienes eran trabajadores de la obra y murieron de sed en 1937 al quedarse perdidos en el desierto.
En 1941, el pueblo contaba con 187 residentes, y se le declaró como comisaría municipal, el 4 de diciembre de ese año, perteneciente al municipio de Caborca, siendo el residente Jesús Tena el primer comisario. La obra de la línea del ferrocarril había provocado nuevos centros de población, lo que causó en la década de 1940 el diseño inicial como ciudad y del puerto pesquero. Diseños ejecutados por la Dirección General del Ferrocarril (Sonora-Baja California), ayudando en los trazos y la planificación a futuro de la ciudad prevista en la que se convertiría. Durante ese mismo tiempo la pesca de camarón y su explotación por japoneses, estaba teniendo un impacto en la economía local.
En el año de 1942 se inaugura la primera carretera que conecta a la ciudad, siendo esta la carretera federal 8 del tramo Sonoyta-Puerto Peñasco. Conectando así el estado de Arizona con la ciudad, enlazándose con la ruta 85 del lado estadounidense. El 7 de abril de 1948 el presidente de la república Miguel Alemán Valdés inauguró el tramo férreo Puerto Peñasco-Benjamín Hill.

### Creación de su municipio y décadas de 1960-1990
El 9 de julio de 1952 por medio de la ley número 136 se creó el municipio de Puerto Peñasco, poniendo a la ciudad del mismo nombre como cabecera municipal, siendo administrado por un consejo municipal cuya presidencia recayó en Víctor Estrella Bustamante. La ciudad fue separada del municipio de Caborca, quedando bajo su nuevo territorio las localidades de Sonoyta, La Choya, 21 de Marzo y Cuauhtémoc. En el año de 1957 la compañía de electricidad Comisión Federal de Electricidad implementó la primera red de suministro de energía eléctrica en la zona del puerto, instalando dos unidades que utilizaban el diésel como combustible para su funcionamiento.
En el año de 1965 la geografía del territorio del municipio fue estudiada por la NASA para llevar a cabo prácticas en la región de la sierra del Pinacate por su parecido a la corteza de la Luna, llegando a ese lugar los astronautas Alan Shepard, Buzz Aldrin y Neil Armstrong para ejecutar dichas prácticas. En el año de 1967 el gobernador de Sonora Luis Encinas junto al presidente municipal Francisco Higuera Padilla, inauguraron la primera red de agua potable de la ciudad.
En 1972, el presidente de la república, Luis Echeverría Álvarez, entregó al sector pesquero de la comunidad obras de infraestructura portuaria y pesquera, consolidándose con ello la actividad económica principal.
En septiembre de 1989, la superficie municipal sufre una reducción de su territorio al crearse en el estado el municipio número 70, General Plutarco Elías Calles y el pueblo de Sonoyta fue incluido en este, nombrándosele cabecera municipal.
El 18 de agosto de 1991, se presentaron protestas políticas violentas después de darse los resultados electorales de ese año, en el que el candidato del Partido Revolucionario Institucional (PRI) ganó la alcaldía de la ciudad, el candidato del Partido Acción Nacional (PAN) acusó al ganador de fraude electoral que parecía evidente, ya que el alcalde electo y su partido habrían llevado gente de otros lugares a votar por el PRI. El pueblo fue quien comenzó con las revueltas influidos por el candidato del PAN, incendiando automóviles, realizando destrozos en algunas colonias de la ciudad, vandalizando comercios, el caso, que marcó la historia política y social de Puerto Peñasco, se dejó en manos de la entonces Policía Judicial Estatal y del Secretario de Gobierno Manlio Fabio Beltrones, que ante los disturbios nombran a un alcalde interino.
En el año de 1993, visitan la ciudad el presidente de México Carlos Salinas de Gortari, los licenciados Luis Donaldo Colosio, Carlos Rojas Gutiérrez y Ernesto Zedillo, para declarar las biosferas del Alto Golfo y Delta del Río Colorado y de El Pinacate y Gran Desierto de Altar.

### Desarrollo turístico y actualidad
Hasta la década de 1990, se había producido poco turismo aquí, su crecimiento poblacional había aumentado 0.40% entre 1990 y 1995, de 1995 al 2000 creció 2.77%, y al 2005 había crecido 7.34%, índice que estaba por encima del crecimiento medio estatal y nacional. Las playas del municipio que tienen una longitud de 110 km, no contaban con casi ningún desarrollo turístico. El impulso para hacer de Puerto Peñasco un importante centro de turismo se inició en el año de 1993, al unirse el gobierno con inversores privados para construir condominios y otras instalaciones. El objetivo era tomar ventaja de la proximidad de la zona a los Estados Unidos y la preferencia de los residentes de Arizona para pasar los fines de semana aquí. Una acción importante en este concepto de modernización fue el programa de zonificación en 1995, implementado por la Secretaría de Infraestructura Urbana y Ecología del estado de Sonora. Se organizó un total de 104,385 hectáreas, y se designaron 10,971 hectáreas para una reserva turística y actividades productivas, 8,671 hectáreas para una reserva de vivienda-turístico de baja densidad, y 6,462 hectáreas para una reserva de vivienda-turístico de densidad media.
Gran parte de la inspiración para el esfuerzo vino del éxito que tuvo Cancún en la década de los 60, que era una playa casi virgen antes de que una empresa privada/gubernamental la desarrolló. Otra razón para mirar hacia el turismo fue el descenso de las capturas de los pescadores aquí, debido a la sobrepesca y la contaminación. El gobierno federal aportó 2 millones de pesos en infraestructura, especialmente carreteras y un aeropuerto y el área fue declarada zona libre, es decir, los extranjeros podrían visitar la zona sin visa (aunque el pasaporte aún era necesario). Uno de los primeros complejos de condominio/hotel que se construyó fue "Plaza Las Glorias" a principios de 1990. Más condominios y hoteles, así como restaurantes, bares y supermercados comenzaron a aparecer. El último desarrollo importante ha sido el hotel "Mayan Palace", un complejo de apartamentos, hotel y campo de golf. En un tiempo relativamente corto, Puerto Peñasco se convirtió en un importante centro turístico del norte de México.
La mayoría de los visitantes venían al lugar por las playas y la pesca recreativa. Un gran número de condominios frente al mar comenzaron a ser construidos, como el fraccionamiento Las Conchas, Costa Diamante, Las Palomas Beach & Golf Resort, Sonoran Resorts, Bella Sirena, Las Palmas, Casa Blanca, Hesmeralda, Puerta Privada entre otros. Las primeras zonas de condominios fueron Las Conchas y La Choya, se construyeron en el extremo sureste y noroeste lejano, respectivamente, muchos de sus residentes aquí son estadounidenses, la mayoría de los restaurantes ofrecían menús en inglés, y la mayoría de los negocios aceptaban dólares estadounidenses. Puerto Peñasco se hizo popular entre la gente jubilada, especialmente los de los Estados Unidos que llegaban en remolques y vehículos recreativos. Sin embargo, también había jubilados aquí de otros países, como Canadá, China y España.

## Geografía
La ciudad se localiza en el noroeste del estado de Sonora, en la costa del Golfo de California o Mar de Cortés, sobre las coordenadas geográficas 31°19′36″ de latitud norte y 113°32′52″ de longitud oeste del meridiano de Greenwich, a una elevación máxima de 100 metros sobre el nivel del mar y una mínima de 0. Se encuentra en el extremo sur del territorio de su propio municipio, el cual colinda al norte con el municipio de General Plutarco Elías Calles y con Estados Unidos, al este con el municipio de Caborca, al oeste con el de San Luis Río Colorado y al sur con el Golfo de California. El territorio ocupado por la ciudad es generalmente plano, a excepción del cerro de la Ballena que se encuentra cerca de su puerto.

### Clima
Puerto Peñasco cuenta con un clima seco-semicálido con una temperatura media máxima mensual de 27.5 °C en los meses de julio y agosto y una media mínima mensual de 17.5 °C en diciembre y enero la temperatura media anual es de 22.5 °C. La época de lluvia se presenta en el verano en los meses de julio y agosto con una precipitación media anual de 66.0 milímetros.
| Parámetros climáticos promedio de Puerto Peñasco, Sonora (1981–2010, extremas (1971-presente) | Parámetros climáticos promedio de Puerto Peñasco, Sonora (1981–2010, extremas (1971-presente) | Parámetros climáticos promedio de Puerto Peñasco, Sonora (1981–2010, extremas (1971-presente) | Parámetros climáticos promedio de Puerto Peñasco, Sonora (1981–2010, extremas (1971-presente) | Parámetros climáticos promedio de Puerto Peñasco, Sonora (1981–2010, extremas (1971-presente) | Parámetros climáticos promedio de Puerto Peñasco, Sonora (1981–2010, extremas (1971-presente) | Parámetros climáticos promedio de Puerto Peñasco, Sonora (1981–2010, extremas (1971-presente) | Parámetros climáticos promedio de Puerto Peñasco, Sonora (1981–2010, extremas (1971-presente) | Parámetros climáticos promedio de Puerto Peñasco, Sonora (1981–2010, extremas (1971-presente) | Parámetros climáticos promedio de Puerto Peñasco, Sonora (1981–2010, extremas (1971-presente) | Parámetros climáticos promedio de Puerto Peñasco, Sonora (1981–2010, extremas (1971-presente) | Parámetros climáticos promedio de Puerto Peñasco, Sonora (1981–2010, extremas (1971-presente) | Parámetros climáticos promedio de Puerto Peñasco, Sonora (1981–2010, extremas (1971-presente) | Parámetros climáticos promedio de Puerto Peñasco, Sonora (1981–2010, extremas (1971-presente) |
| Mes                                                                                           | Ene.                                                                                          | Feb.                                                                                          | Mar.                                                                                          | Abr.                                                                                          | May.                                                                                          | Jun.                                                                                          | Jul.                                                                                          | Ago.                                                                                          | Sep.                                                                                          | Oct.                                                                                          | Nov.                                                                                          | Dic.                                                                                          | Anual                                                                                         |
| --------------------------------------------------------------------------------------------- | --------------------------------------------------------------------------------------------- | --------------------------------------------------------------------------------------------- | --------------------------------------------------------------------------------------------- | --------------------------------------------------------------------------------------------- | --------------------------------------------------------------------------------------------- | --------------------------------------------------------------------------------------------- | --------------------------------------------------------------------------------------------- | --------------------------------------------------------------------------------------------- | --------------------------------------------------------------------------------------------- | --------------------------------------------------------------------------------------------- | --------------------------------------------------------------------------------------------- | --------------------------------------------------------------------------------------------- | --------------------------------------------------------------------------------------------- |
| Temp. máx. abs. (°C)                                                                          | 30.0                                                                                          | 31.2                                                                                          | 37.0                                                                                          | 40.6                                                                                          | 39.0                                                                                          | 43.0                                                                                          | 41.0                                                                                          | 42.4                                                                                          | 42.0                                                                                          | 40.0                                                                                          | 33.2                                                                                          | 27.0                                                                                          | 43.0                                                                                          |
| Temp. máx. media (°C)                                                                         | 19.1                                                                                          | 20.3                                                                                          | 23.2                                                                                          | 26.1                                                                                          | 29.3                                                                                          | 32.5                                                                                          | 34.9                                                                                          | 35.7                                                                                          | 35.0                                                                                          | 30.3                                                                                          | 24.5                                                                                          | 18.8                                                                                          | 27.5                                                                                          |
| Temp. media (°C)                                                                              | 14.2                                                                                          | 15.4                                                                                          | 17.7                                                                                          | 20.5                                                                                          | 23.9                                                                                          | 27.3                                                                                          | 31.0                                                                                          | 31.6                                                                                          | 30.2                                                                                          | 24.8                                                                                          | 18.9                                                                                          | 14.3                                                                                          | 22.5                                                                                          |
| Temp. mín. media (°C)                                                                         | 9.3                                                                                           | 10.5                                                                                          | 12.3                                                                                          | 14.9                                                                                          | 18.5                                                                                          | 22.2                                                                                          | 27.2                                                                                          | 27.6                                                                                          | 25.4                                                                                          | 19.2                                                                                          | 13.3                                                                                          | 9.8                                                                                           | 17.5                                                                                          |
| Temp. mín. abs. (°C)                                                                          | -8.0                                                                                          | -2.0                                                                                          | -2.0                                                                                          | 2.0                                                                                           | 8.0                                                                                           | 11.5                                                                                          | 11.8                                                                                          | 17.0                                                                                          | 14.0                                                                                          | 2.0                                                                                           | 2.0                                                                                           | -6.0                                                                                          | -8.0                                                                                          |
| Precipitación total (mm)                                                                      | 5.9                                                                                           | 8.9                                                                                           | 6.3                                                                                           | 2.9                                                                                           | 0.1                                                                                           | 0.3                                                                                           | 3.8                                                                                           | 1.6                                                                                           | 8.3                                                                                           | 7.8                                                                                           | 5.1                                                                                           | 15.0                                                                                          | 66.0                                                                                          |
| Días de precipitaciones (≥ 0.1 mm)                                                            | 1.2                                                                                           | 1.4                                                                                           | 1.2                                                                                           | 0.6                                                                                           | 0.0                                                                                           | 0.1                                                                                           | 0.9                                                                                           | 0.4                                                                                           | 0.7                                                                                           | 1.2                                                                                           | 0.8                                                                                           | 1.9                                                                                           | 10.4                                                                                          |
| Humedad relativa (%)                                                                          | 61                                                                                            | 67                                                                                            | 62                                                                                            | 61                                                                                            | 60                                                                                            | 62                                                                                            | 70                                                                                            | 65                                                                                            | 63                                                                                            | 58                                                                                            | 57                                                                                            | 73                                                                                            | 63                                                                                            |
| Fuente: Servicio Meteorológico Nacional. Actualizado el 28 de abril de 2017.                  |                                                                                               |                                                                                               |                                                                                               |                                                                                               |                                                                                               |                                                                                               |                                                                                               |                                                                                               |                                                                                               |                                                                                               |                                                                                               |                                                                                               |                                                                                               |

## Demografía
| Religiones más frecuentes (censo 2010)       | Religiones más frecuentes (censo 2010)       | Religiones más frecuentes (censo 2010) | Religiones más frecuentes (censo 2010) | Religiones más frecuentes (censo 2010) |
| -------------------------------------------- | -------------------------------------------- | -------------------------------------- | -------------------------------------- | -------------------------------------- |
| Religión                                     | Religión                                     |                                        | Porcentaje                             | Porcentaje                             |
|                                              |                                              |                                        |                                        |                                        |
| Católicos                                    | Católicos                                    |                                        | 72.9%                                  | 72.9%                                  |
| Pentecostales, evangélicos, otras cristianos | Pentecostales, evangélicos, otras cristianos |                                        | 13.2%                                  | 13.2%                                  |
| Otro                                         | Otro                                         |                                        | 13.9%                                  | 13.9%                                  |

De acuerdo con los resultados del Censo de Población y Vivienda realizado en 2020 del Instituto Nacional de Estadística y Geografía (INEGI), la ciudad de Puerto Peñasco tiene un total de 62 689 habitantes (lo que la hace la novena ciudad más grande del estado), de los cuales 29 460 son hombres y 27 604 son mujeres (2010); contando con 15,433 viviendas habitadas. De acuerdo con datos de 2011 del Consejo Nacional de Población (CONAPO), la ciudad tiene un índice de marginación de -1.20266, siendo un índice de grado Bajo, ocupando el puesto 101,366° a nivel nacional. También fue catalogado con un grado Muy Bajo de rezago social, teniendo un índice de -1.32104.

### Educación y salud
| Distribución de la población de 15 años y más según nivel de escolaridad | Distribución de la población de 15 años y más según nivel de escolaridad | Distribución de la población de 15 años y más según nivel de escolaridad | Distribución de la población de 15 años y más según nivel de escolaridad | Distribución de la población de 15 años y más según nivel de escolaridad |
| ------------------------------------------------------------------------ | ------------------------------------------------------------------------ | ------------------------------------------------------------------------ | ------------------------------------------------------------------------ | ------------------------------------------------------------------------ |
| Nivel de escolaridad                                                     | Nivel de escolaridad                                                     |                                                                          | Porcentaje                                                               | Porcentaje                                                               |
|                                                                          |                                                                          |                                                                          |                                                                          |                                                                          |
| Sin instrucción                                                          | Sin instrucción                                                          |                                                                          | 3.4%                                                                     | 3.4%                                                                     |
| Básica                                                                   | Básica                                                                   |                                                                          | 56.4%                                                                    | 56.4%                                                                    |
| Técnica con primaria                                                     | Técnica con primaria                                                     |                                                                          | 0.5%                                                                     | 0.5%                                                                     |
| Media superior                                                           | Media superior                                                           |                                                                          | 24.4%                                                                    | 24.4%                                                                    |
| Superior                                                                 | Superior                                                                 |                                                                          | 14.1%                                                                    | 14.1%                                                                    |
| No especificado                                                          | No especificado                                                          |                                                                          | 1.2%                                                                     | 1.2%                                                                     |

Los datos arrojados del mismo censo de 2010, indican que el 2.65% de la población mayor de 15 años es analfabeta, el 15.02% de ese mismo rango de edad no tiene la educación primaria culminada, el 3.48% de los niños de entre 6 y 14 años no asiste a ninguna institución educativa,  el 36.73% de los habitantes mayores de 15 años no culminaron sus estudios de educación básica, mientras que el 31.74% de la población total no está inscrita a ningún servicio de salud gubernamental. Desde 2010 la ciudad está integrada entre las ciudades más saludables del estado.

#### Instituciones educativas
La ciudad cuenta con todos los niveles de educación básica, desde estancias infantiles hasta universidades, así como también centros educativos privados y de especialización profesional.
Hasta el año de 2015 en la localidad se tenían registrados:
- Una escuela de educación especial de carácter público y administrado por el gobierno federal.

- Cuatro centros educativos de educación inicial, tres de sistema privado y uno público.

- Quince jardines de niños, diez de éstos son públicos y cinco son privados.

- Veintitrés escuelas primarias, con 20 de estas de carácter público y 3 de educación privada.

- Cuatro escuelas secundarias públicas, y dos privadas.

- Dos bachilleratos públicos y tres privados.

#### Universidades
- El Instituto Tecnológico Superior de Puerto Peñasco (ITSPP).[31]
- La Universidad Tecnológica de Puerto Peñasco (UTPP).
- La Universidad del Desarrollo Profesional (UNIDEP).[32]
- Universidad CEUNO

#### Centros de salud
La ciudad cuenta con un Hospital General, un centro de salud urbano, un Hospital Integral, un Hospital del Seguro Social (IMSS), una Unidad Familiar Médica del IMSS, así como varias clínicas y consultorios privados.

## Gobierno

Logotipo y lema del periodo 2021-2024 del municipio de Puerto Peñasco.

La ciudad es una de las 35 localidades que conforman el municipio de Puerto Peñasco, y es la sede del gobierno municipal. El ejercicio gubernamental recae en el presidente municipal y su gabinete, electos cada 3 años. El ayuntamiento está integrado por un presidente municipal, un síndico, 6 regidores de mayoría relativa y 4 de representación proporcional. La reglamentación municipal se basa en el bando de policía y buen gobierno.
La ciudad pertenece a los siguientes distritos electorales:
- Federal:
  - I Distrito Electoral Federal de Sonora de la Cámara de Diputados del Congreso de la Unión de México, con cabecera en la ciudad de San Luis Río Colorado.[34]
- Local:
  - II Distrito Electoral Local, del Congreso del Estado de Sonora, siendo cabecera distrital de este.[35]

## Economía

### Pesca

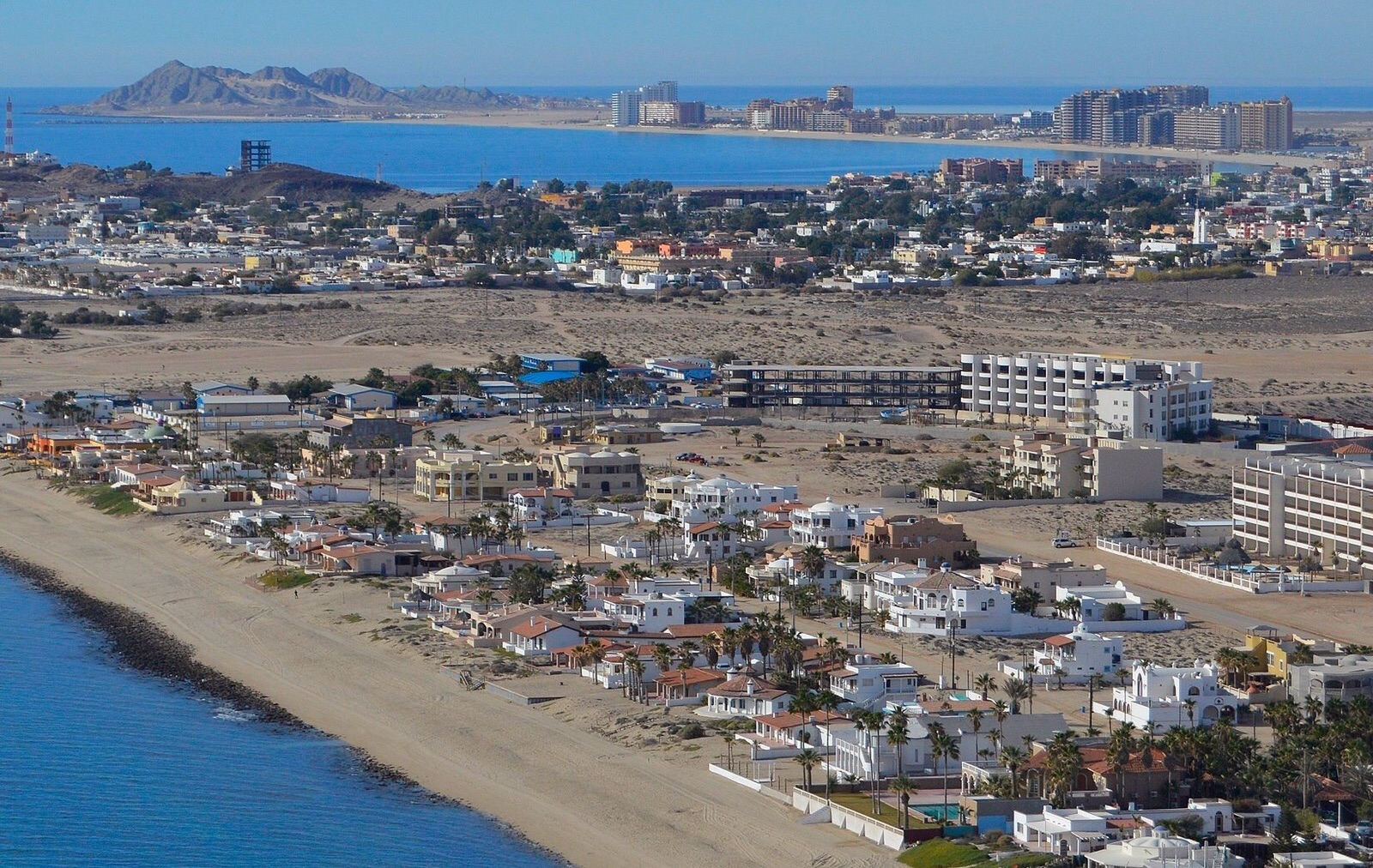
Desarrollo de bienes raíces y parte de la zona hotelera en Puerto Peñasco.

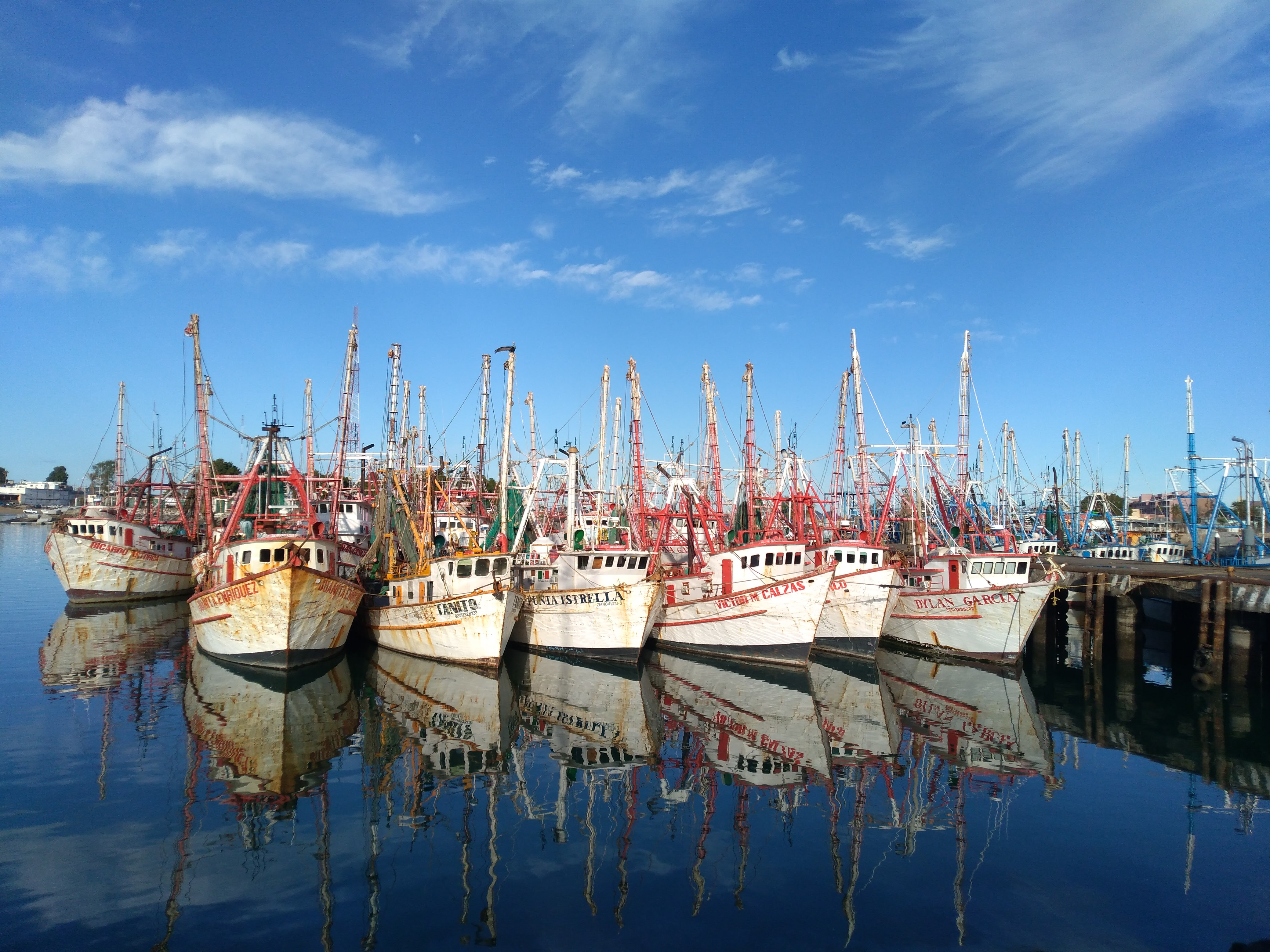
Barcos pesqueros

Debido a su gran potencial en recursos marinos, una de las principales actividades económicas de la ciudad es la pesca y su comercialización, para lo que cuenta con una gran flota pesquera y varias empresas procesadoras. Los principales pescados y mariscos son camarón, chano, jaiba, sierra y cazón. La flota pesquera de altura con la que se cuenta es de 125 embarcaciones mayores y 300 embarcaciones menores para la pesca en la ribera. Los volúmenes de captura han hecho que Sonora ocupe los primeros lugares a nivel nacional, tanto para el consumo nacional como para la exportación.

### Turismo
El turismo es el principal sustento económico de la ciudad, con cerca de 2,500,000 visitantes por año, contribuyó mucho a desarrollar la infraestructura de hoteles, condominios, restaurantes y centros recreativos, además del comercio y los servicios del ramo. Se ha destacado por ser sede de constantes eventos acuáticos y deportivos como el velerismo, el motociclismo, carreras de autos off road, el motociclismo en arena, el buceo, entre otras. En la zona existen grandes proyectos habitacionales de hasta 500 condominios, entre los desarrollos destacan Sandy Beach Resorts, Costa Diamante, Sonoran Resorts, Bella Sirena, Las Palmas, Las Palomas Beach & Golf, Mayan Palace Resort.

### Industria
La actividad industrial se compone por 5 plantas procesadoras de productos del mar y una empresa exportadora de jaiba. La industria naval se compone por 4 talleres que se dedican a la construcción y reparación de embarcaciones. Asimismo y de manera conexa existen 6 talleres de torno; que generan más de 1,300 empleos.

### Comercio
La actividad comercial es una de sus actividades más importantes, ya que existen alrededor de 706 comercios diversos, entre las que se contemplan las empresas relacionadas con los servicios de turismo, el comercio en la ciudad ofrece una ocupación del 59.2% de la población activa. El comercio se subdivide en más de 40 tipos y lo constituyen desde hoteles, restaurantes, gasolineras, talleres, abarrotes, centros comerciales de autoservicios y artesanales. En 2006, el sector del comercio dejó una derrama económica de 502,523 millones de pesos, cantidad que equivale al 42.3% del total del valor agregado bruto local.

### Inmobiliario y bienes raíces
El sector económico inmobiliario ha ido en ascenso desde los años 2000, y se ha consolidado como un sector económico importante debido a la inversiones nacionales y extranjeras, que han impulsado proyectos hoteleros y residenciales, estando su demanda económica ligada a los mercado estadounidenses y canadienses. Del año 2000 al 2004 este Puerto ya contaba con aproximadamente 2,095 viviendas residenciales, 921 condominios distribuidos mayormente en zonas residenciales como plaza Las Glorias, la zona hotelera Sandy Beach y Playa Encanto contabilizando un total de 1953 habitaciones. en el 2005 la derrama económica de este sector llegó a los 303,929 millones de pesos, colocando a Puerto Peñasco, en una de las ciudad más productivas de la zona. En el año de 2007, en la ciudad se tenían presentados 60 proyectos de construcción inmobiliaria ya registrados.

## Investigación
La Universidad de Sonora tiene su Centro de Investigaciones Científicas y Tecnológicas, así como su Centro de Estudios del Desierto, que están abiertos al público. Estas instituciones comenzaron como un proyecto dependiente del Laboratorio de Ciencias de la Atmósfera de la Universidad de Arizona en 1963 para desarrollar métodos de desalinización del agua de mar. En 1973 y 1974, la Unidad Experimental Peñasco fue fundada para la investigación de la cría de camarón azul o Litopenaeus stylirostris. Este proyecto ha sido el líder en el desarrollo de técnicas de cultivo de camarón en México.
En la década de los 80 se fundó el Centro Intercultural de Estudios de Desiertos y Océanos A.C. (CEDO), una organización sin ánimos de lucro para los estudios de los desiertos y el océano, situado en el fraccionamiento Las Conchas, organización que ganó el Premio de conservación nacional de México, CEDO ha tenido varios proyectos de impacto ambiental positivos como la conservación de la vaquita marina, la conservación de los esteros entre otros importantes.

## Cultura

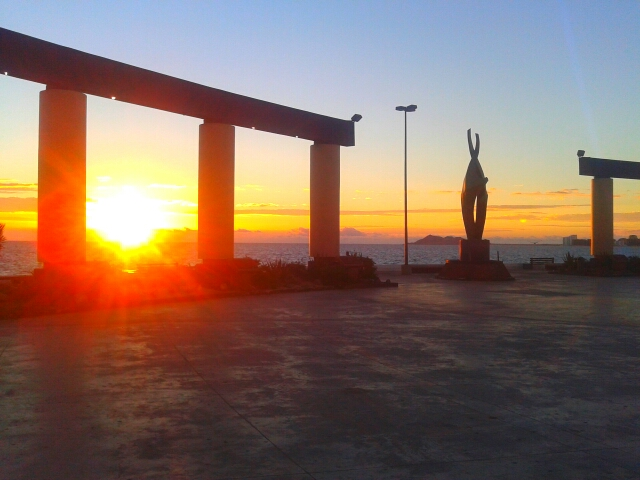
Puesta del sol detrás de los pilares y el monumento al Encuentro en la plaza Gobernadores, en Puerto Peñasco, Sonora.

Puerto Peñasco cuenta con una amplia oferta cultural que incluye auditorios, plazas, centros de información, galerías entre otros, los más significativos son:

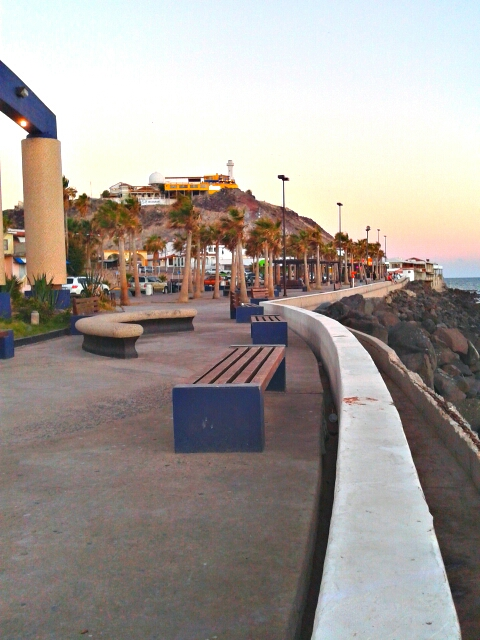
Vista de una parte del caminador del Malecón en Puerto Peñasco, Sonora

- Centro de Visitantes "Schuck Toak" (el primer edificio de gobierno autosustentable de México)
- Plaza Gobernadores
- Plaza Colosio
- Plaza de la Madre
- Plaza del Camarón
- Centro de convenciones Peñasco Expo Center
- Auditorio cívico municipal Gerardo Portugal Martínez
- Auditorio institucional Ingeniero Mario Luis Yeomans Macías
- Casa de la Cultura
- Galería de Arte Municipal (GAM)
- Réplica de la casa real de Benito Juárez
- Estadio "Francisco León García"
- Gimnasio municipal
- Circuito La Milla

### Eventos culturales
- Festival Internacional de Jazz
- Festival Internacional Cervantino
- Carnaval de Puerto Peñasco
- Feria de la Marina (Marina Fest)
- Fiestas Viva Peñasco
- Gala de Ópera Invierno
- Festivales Navideños
- Feria del Libro
- Cinemartes en Café Puerto Viejo
- Festival de Salsa

## Monumentos y edificaciones históricas
- Hotel Peñasco (Posada La Roca)
- El Faro de la Ciudad
- El Lápiz Gigante
- El Encuentro
- Iglesia del Sagrado Corazón de Jesús
- Iglesia La Luz del Mundo
- Parroquia de Nuestra Señora de Guadalupe
- Muelle Viejo
- Monumento al Camaronero
- Monumento al Pez
- Monumento a José El Pescador
- Monumento El Ancla
- Monumento a La Madre
- Monumento al Maestro
- Busto de Luis Donaldo Colosio
- Busto de Víctor Estrella

### Atracciones
- Reserva de la biosfera El Pinacate y Gran Desierto de Altar
- Cráter el Elegante
- Puerto Viejo
- Cerro de La Choya
- Isla San Jorge
- Mar de Cortés
- Zona Hotelera (Sandy Beach)
- Generador de energía eólica "Energía Sonora"
- Cerro de La Ballena
- El Mirador
- Malecón Fundadores

## Deportes
La ciudad cuenta con tres unidades deportivas, la más grande de ella llamada "La milla" la cual es un circuito deportivo que cuenta con un estadio de béisbol, una pista de atletismo, campos pequeños de softbol y fútbol soccer.
En esta ciudad está la sede del equipo de béisbol Tiburones de Puerto Peñasco que compitió en la Liga Norte de México y que participó en la Liga Norte de Sonora y ha obtenido 4 títulos.

## Vías de comunicación

### Terrestre
La ciudad se encuentra conectada a sus alrededores por tres vías carreteras, al norte se conecta con la ciudad de Sonoyta a través de la carretera federal 8 que tiene una longitud de 100 km y atraviesa gran parte de la Reserva de la biosfera El Pinacate y Gran Desierto de Altar, y que en Sonoyta entronca con el paso de la carretera federal 2 proveniente de la ciudad de Heroica Caborca y termina en Mexicali pasando también por San Luis Río Colorado. Al suroeste Puerto Peñasco se encuentra conectada con Heroica Caborca por la carretera estatal 37, y al noroeste se conecta con Golfo de Santa Clara por la carretera costera.
Dispone también de recorrido de vía del ferrocarril Sonora Baja California que va desde el puerto de Heroica Guaymas hasta Mexicali.

### Aeropuerto
El primer aeropuerto se fundó en los años 40 y a partir de ahí fue utilizado por Mexicana que inauguró la ruta Ciudad de México - Mexicali, con escala en Puerto Peñasco.
El 5 de agosto de 1994 y por mandato del Presidente Carlos Salinas de Gortari, fue declarado Aeródromo Internacional.
A partir del 28 de septiembre del 2005 se dio inicio una nueva etapa, la cual es la más significativa para el desarrollo del Aeródromo Internacional de Peñasco. Con una gran inversión financiera por parte del Grupo Vidanta, se realizó el recarpetamiento de la pista y plataforma, la ampliación del edificio Terminal, del estacionamiento vehicular y de la plataforma; la construcción del CREI, cercado perimetral y señalamiento vertical y horizontal, entre otras adecuaciones más. Lo anterior, se realizó en tanto se construía el nuevo aeropuerto del Mar de Cortés, con capacidad de atender aeronaves comerciales del tipo Boeing 767 o similares, el cual se desarrolló mediante una alianza entre el Gobierno del Estado de Sonora y Grupo Vidanta. La pista del aeropuerto es la cuarta del país en ser completamente construida con concreto de Cemex.
El 5 de noviembre de 2009 el Aeropuerto Internacional de Mar de Cortés fue inaugurado por el presidente Felipe Calderón Hinojosa, al asistir a la reunión de gobernadores fronterizos.
Actualmente el aeropuerto se encuentra abierto y se localiza a 15 minutos de la ciudad de Puerto Peñasco y a 5 minutos de algunos hoteles y desarrollos de departamentos sobre el Mar de Cortés.
Para el 2013, Puerto Peñasco recibió a 2,976 pasajeros, mientras que en 2014 se recibieron a 295 pasajeros, según datos publicados por la Dirección General de Aeronáutica Civil.

## Personas destacadas
- Ernesto Munro Palacio (1948-): ex-beisbolista, político, Secretario de Seguridad Pública de Sonora 2009-2015, presidente del Partido Acción Nacional de Sonora 2018-2021.
- Ernesto Munro López (1976-): político, diputado local plurinominal por el distrito 2 del Congreso del Estado de Sonora.
- Juan Francisco Estrada (1990-): boxeador profesional peso super mosca, con cuatro títulos mundiales en dos categorías.
- Laura Palacio Núñez (1990-): modelo, reina de belleza, representante de Sonora en el certamen Nuestra Belleza México 2011.[39]
- Kano Escalante (1991-): comediante, personalidad de internet y cantante
- Tamara Aranda Ramos (1994-): periodista e historiadora.
- Jesús Missael Vázquez (1994-): futbolista, delantero en el club Dorados de Sinaloa.
- Alejandro Reyna Martinez (1997-): jugador profesional de básquetbol, selección México.[40]
- Alemar Morales Alcaraz (1997-): reina de belleza, representante de Sonora en el certamen Mexicana Universal 2023.[41]
- Jennifer Alondra López Villa (2006-): campeona nacional de atletismo.[42]
- Alana Paola Armenta (2007-); campeona nacional y subcampeona mundial de lanzamiento de bala.[43]

## Ciudades hermanas
- Fremont, California.[44]
- Gila Bend, Arizona.[45]
- San Luis, Arizona.[46]
- Tucson, Arizona.[47]
- Condado Pinal, Arizona.[48]
- Somerton, Arizona.[49]